# دييغو أنتوني
دييغو أنتوني (بالإسبانية: Diego Cash)‏ هو لاعب اتحاد الرغبي أرجنتيني، ولد في 10 أغسطس 1961 في بوينس آيرس في الأرجنتين.

## وصلات خارجية
- دييغو أنتوني عل موقع إسبنسكروم (الإنجليزية)